# Ikonografi i nordisk religion
Ikonografi i nordisk religion er en overordnet kategorisering af de utallige og meget forskelligartede kunstgenstande med sakrale motiver, der er blevet fremstillet relation til den før-kristne religion i Norden. Studier af billeder og ikonografi udgør en nøgleposition i det generelle studium af nordisk religion, da de udgør langt hovedparten af de bevarede kilder fra samtiden til de før-kristne myter og ritualer. Yngre middelalderlig litteratur, hvori kristne forfattere har nedskrevet gamle myter og mytologiske beskrivelser må dog benyttes for at forstå oldtidens billeder. Helt op i middelalderen var det ikke alt, man anså som værdigt nok til at blive afbildet. Religiøse motiver, som f.eks. guder og scener fra sagn og myter var det, mens hverdagsscener ikke var interessant at afbillede.
De ældste billeder fra Norden der med relativ stor sikkerhed kan relateres til kendt mytologisk stammer fra omkring 400 e.v.t. På dette tidspunkt opstod også den germanske dyrestil, der er karakteriseret ved særlige ikonografisk kendetegn, der fortsat var i brug i Norden indtil 13. århundrede. Det nordiske billedsprog adskilte sig i høj grad fra den græsk-romerske naturalistiske stil. Formålet med den religiøse kunst var at vise mytens hovedbestanddele, frem for at afbilde naturtro gengivelser af enkelte scener. Det abstrakte billedsprog tyder også på, at det blev forventet, at betragteren var bekendt med det mytiske stof for at kunne tolke billedet. Den religiøse kunst var derfor betydningsbærende, og gjorde den mytiske situation aktuel i forhold til den sammenhæng kunstværket var en del af. Skriftlige kilder viser også, at religiøs kunst spillede en betydelig rolle i ritualerne.[kilde mangler]

## Baggrund

### Nordisk kunst
Den nordiske kunst er kendetegnet af kontrast, kulør og harmonisk bevægelse, og den blev fremstillet for at virke prangende.[kilde mangler] Størstedelen af den kunst, der er blevet bevaret, er fundet i grave og udført på brugsgenstande, fremstillet af metal og sten. Kun sjældne tilfælde er der fundet udsmykkede tekstiler og træarbejder, men det har sandsynligvis været de materialer, man almindeligvis har brugt til udsmykninger.[kilde mangler] I vikingetiden blev alle typer af håndværkere og kunstnere kaldt smede (norrønt: smidr), f.eks. kunne en snedker blive omtalt som en tresmidr. De kunstneriske stilarter udviklede sig gradvist, når nye mønstre, materialer eller motiver blev skabt eller når gamle forsvandt. Udviklingen var kendetegnet af kortvarige innovative perioder, der blev afløst af mere konservative perioder, hvor den ny stilart havde fundet sin form. De vigtigste stilarter fra begyndelsen af germansk jernalder til slutningen af vikingetiden var Nydam-, Vendel-, Broa-, Berdal-, Borre-, Jellinge-, Mammen-, Ringerike- og Urnesstil. Hver af dem er opkaldt efter fundstedet for fremtrædende genstande udsmykket i den pågældende stil.

### Historisk baggrund
Fra arkæologiske udgravninger helt tilbage til bronzealderen kendes der utallige udsmykkede genstande. Mange af dem med billeder, der med meget stor sandsynlighed[kilde mangler] har haft en eller anden form for religiøs betydning. Da der ikke er bevaret en eneste skriftlig kilde til bronzealderens religion, kan disse billeder kun tydes med meget stort besvær og usikkerhed. Først fra jernalderen kan enkelte billeder tolkes vha. sammenligninger med kendt mytologisk stof, og bl.a. de mange udsmykkede genstande tyder på, at der har været signifikant kontinuitet mellem jernalderens religion og vikingetidens.[kilde mangler] F.eks. kan svenske jernaldergravfund fra Helgö og Vendel tolkes indenfor rammerne af den mytologi der kendes fra Eddalitteraturen. I forhold til moderne tid var billeder meget sjældne i oldtiden, de var af den grund noget særligt. Museumsinspektør på Nationalmuseet Morten Axboe påpeger derfor, at udsmykninger ofte fik en religiøs betydning (hvilket dog ikke nødvendigvis gjaldt alle former for billeder). Det er sandsynligvis også derfor, at meget af det ikonografiske materiale er blevet bevaret som levn efter offerceremonier, f.eks. i søer og moser.
Mængden af kunst var dog ikke konstant; mellem 500 f.v.t. og 300 e.v.t. er lokalt fremstillede billeder sjældne i fundmaterialet fra Norden, mens de bliver mere almindelige i den senere del af jernalderen. Guld ser ud til at have spillet en særlig rolle i jernalderens religion. I romersk og germansk jernalder bliver der indført forholdsvist meget guld til Norden fra Romerriget, men efter år 600, da de sidste rester af romersk administration i de vestlige provinser er forsvundet, svinder guldmængden atter i fundene fra Norden. Historiske begivenheder kan også have indflydelse på hvilke genstande der bliver bevaret, f.eks. blev der i hungeråret 535/536 e.v.t. ofret usædvanligt store mængder af guld.
En stor fundkategori af religiøs kunst fra jernalderen er guldbrakteaterne. De stammer i reglen fra 4.og 5. århundrede, og var inspireret af romerske mønter, men de var udsmykket ud fra en nordisk forestillingsverden og i en lokal stil. Nogle af motiverne ligner scener fra myter, vi kender fra yngre manuskripter, f.eks. Balders død (afbildet ved en kvist, der sidder i brystet på den centrale person) og Tyr, der lægger sin hånd i Fenris’ mund. Andre figurer, fra en mere udbredt type, skal sandsynligvis tolkes som afbildninger af Odin. Desuden afbildninger af et ritual, der også kendes fra mellem 900 og 1100-tallet: puste i hestens øre, for at helbrede den fra at være halt. I andre tilfælde er brakteaterne udført i en så stiliseret form, at motivet kun vanskeligt kan tolkes, men overordnet var Odin det dominerende motiv. Axboe foreslår, at baggrunden til hans popularitet har været, at det kun var overklassen, de havde ressourcerne til brakteater af guld, og at Odin allerede på dette tidspunkt var aristokratiets gud.
En anden mere talrig ikonografisk fundgruppe er guldgubberne. De var mindre end brakteaterne, og fungerede sandsynligvis som offergaver. De findes i reglen i forbindelse med høvdingesæder (som udover at være politiske centre bl.a. også fungerede som religiøse centre i vikingetiden). Motivernes betydning er omdiskuteret, omend nogen mener, at kunne se scener fra kendte myter. En anden særligt fremtrædende kunstgenstand er guldhornene fra Gallehus, men endnu har ingen kunnet give en tilfredsstillende tolkning af motiverne på guldhornene, da vi ikke kender nogen paralleller til de symbolfigurer, der er på dem.
En af de mest fremtrædende ikonografiske grundformer i kunsten gennem hele den germanske jernalder og vikingetiden, er den germanske dyrestil. I den indgår dyr som bærende element i ornamentale mønstre på genstande af alle former. I nogle perioder optræder dyrene i næsten abstrakte former, i andre er de mere naturtro, men det er sjældent muligt at identificere, hvilken mytologisk sammenhæng de repræsenterer. professor i arkæologi på Oslo universitet Lotte Hedeager mener alligevel, at denne stilart var en integreret del af den før-kristne germanske religion. Hun mener ikke, at det var intentionen, at ornamenterne skulle illustrere bestemte mytologiske forhold, men snarere overordnede kosmologiske forestillinger. Ved at sammenligne med ikonografiske paralleller i andre billeder, der skal illustrere specifikke myter, mener hun, at det er muligt at belyse betydningen af den ornamentale udsmykning. Hedeager foreslår på den baggrund, at dyrestilen opstod som et fælles symbolsk billedsprog for den germanske krigerelite i den tidlige middelalder. En markant undtagelse er de germanske frankere, hvor dyrestilen aldrig bliver udbredt. Udenfor Norden forsvinder den i slutningen af 7. århundrede, da kristendommen bliver dominerende i de områder. Her bliver den frankisk-kristne indflydelse i stedet dominerende.
Den tidligste fase af dyrestilen kaldes Nydamstilen eller stil I, og den opstod omkring år 400 e.v.t. i Sydskandinavien og var fra begyndelsen et integreret element i kunsten i samfundets top. Hedeager mener, at udviklingen af denne særegne stil markerede etableringen af den magtelite, der kommer til at dominerer i Skandinavien de følgende århundreder frem til religionsskiftet. Senere i 5. århundrede spredte Nydamstilen sig også til England og Nordvesteuropa, men i begyndelsen af 6. århundrede blev den afløst af Vendelstilen eller stil II, hvis grundlæggende formsprog var fælles fra Skandinavien til Italien. I 8. og 9. århundrede opstod de ældste af de stilarter, der karakteriserede vikingetidens kunst. Dyrestilen udvikler sig indtil 11. århundrede, hvor den sene Urnesstil opstår. I middelalderen sker der en gradvis overgang mellem Urnesstilen og den romanske stil, først i 13. århundrede forsvinder dyrestilen helt. Hedeager mener, at denne stilarts fortsatte dominans og udvikling i Norden er en afspejling af aristokratiets forankring i den hedenske kultur gennem hele perioden.
Udformningen af den lille sølvfigur Odin fra Lejre fra omkring år 900, der blev fundet under udgravninger ved Gammel Lejre i 2009, passer umiddelbart ind i denne udvikling af vikingetidens kunst. Samtidig med anvendelse af dyrestilens ornamentik, indeholder figuren med dens tidligst kendte afbildning af Odin på sin trone Lidskjalv en direkte forbindelse til sagaernes fortolkning, ligesom de senere års fund i Lejreområdet er med til at stadfæste området som et betydeligt centrum for den før-kristne religion og kultdyrkelse kombineret med en position som magtcentrum.[kilde mangler]

## Billedsprog og betydning
Fra både jernalderen og vikingetiden er der fundet mange genstande med udsmykninger, arkæologen Alexandra Pesch mener på det grundlag, at billeder tydeligvis var vigtige for datidens mennesker, og måske endda vigtigere end tekst. i den nordiske kultur fungerede billeder ofte som en form for komprimerede tekster, men tydningen af dem, krævede dog at man i forvejen havde kendskab til baggrundshistorien. I den nordiske billedstil blev betydningsbærende elementer fremhæves, f.eks. var attributter vigtige, da det gjorde figurerne genkendelige. Et attribut kunne også repræsentere selve guddommen, et meget udbredt eksempel er Thors hammer Mjølner, der havde en større betydning end blot som Thors våben. Billedets totale komposition blev skabt ud fra hierarkiske principper frem for naturalistiske, sådan som det f.eks. kendes fra romersk og græsk tradition. Dvs. selvom disse brakteater sandsynligvis er inspireret af romerske mønter, så er billederne på dem udtryk for en særegen tradition og ikke blot degenerering i forhold til de romerske forbilleder. Denne stil er også præget af et opsplitningsprincip, hvor helhedsbilledet skal sammenstykkes af beskueren. Denne kompositionsform viser, at formålet med den sakrale kunst var at gengive hele myten, og ikke kun episoder som i den græsk-romerske tradition, derfor er ulige faser af fortællingerne sidestillet. I den kunstfærdige skjaldedigtning findes en direkte parallel. Brakteaterne viser tydeligt forskellene mellem den antikke mediterrane billedverden og den germanske, dvs. mellem en naturalistisk og en nærmest ekspressiv stil.
Kunsten var betydningsbærende, mytologiske motiver refererede til deres mytiske udgangspunkt, og denne forbindelse bragte kunstgenstanden og hele den sammenhæng ind i en religiøs sfære. F.eks. kunne en mindesten udsmykket med billederne placere de døde i den mytologiske verden, mens andre viste ritualer, som derved kunne få en permanent status. I gennem hele perioden fra tidligt i 5. århundrede til ind i 11. århundrede var der et bestemt billedsprog og stilistik, som gik igen, det samme gjaldt motiver; man opfandt ikke bare nye. Hedeager ser det som et tegn, at de bagvedliggende religiøse forestillinger blev overleveret nogenlunde ensartet. Pesch foreslår, at det kan have været specialister, der fremstillede billederne. Brugsfunktion har sandsynligvis også været en vigtig faktor i forståelsen af en genstands ikonografi, arkæolog Inger-Lise Kolstrup foreslår derfor, at billedet på en eller anden har passet til den genstand det er fremstillet på. Hedeager påpeger også, at al kunst var meningsbærende, også den rent ornamentale. Derfor var ikonografiens funktion ifølge hende tosidet, den skulle både visualisere de mytologisk-kosmologiske forestillinger, og propagandere for den bagvedliggende religiøse ideologi.
Billedkunsten og billeder med sakrale motiver er den eneste nordiske modvægt fra samtiden til de ikke-nordiske skildringer af nordboernes religion. Men denne eneste mulighed for tolkning af disse billeder findes i sammenligningen med de tekster, der blev nedskrevet i 13. og 14. århundrede, der i flere tilfælde direkte bygger på materiale fra før-kristen tid. Det at tolkningen hviler på yngre kilder medfører et problem: idet man ikke kan være sikre på symbolets præcise betydning, samtidig med at det er usikkert om betydningen er den samme, som man finder i kendte myter fra senere kilder, netop pga. de manglende samtidige skriftlige kilder. Pesch beskriver et eksempel på, hvor der kan opstå vanskelighed i tolkninger: I tidligere tider kunne langt hår og skørt repræsentere en kriger lige så vel som en kvinde, men omkring år 700 sker der et skift, hvor krigerne aldrig bærer langt hår. Et andet eksempel er figurer med de samme attributter som Odin normalt udstyres med, men hvor figuren afbildes med to øjne, er de også Odin? Ligeledes kunne betydningen af mytologien ændre sig. Et eksempel er udsmykningen af stavkirker fra 13. århundrede, her er billeder fra hedenske fortællinger i flere tilfælde blevet anbragt på kirkens yderside, så de repræsenterer den før-kristne fortid, f.eks. blev Sigurd Fafnersbanes kamp med dragen i den tidlige kristne periode opfattet som en præfigurering af Jesus kamp mod ondskaben.

## Motiver
Et af de mest gennemgående motiver i den nordiske ikonografi helt tilbage fra germansk jernalder er dyr og dyrelignende figurer. Hedeager foreslår at dyrene i den nordiske kunst skal forstås i sammenhæng sejdritualer og kommunikation med den anden verden. Hun påpeger, at det var en udbredt opfattelse, at dyr var i stand til at bevæge sig mellem denne verden og den transcendente. Derfor optrådte dyr som både hjælpeånder og fylgjer, og vha. hamskifte var det muligt for guderne, at rejse til andre verdener. Disse opfattelser byggede på shamanistiske traditioner, der også kendes fra Samisk religion. I jernalderen var de oftest fremstillede dyr vilddyr og fugle, der spiste døde mennesker og dyr, f.eks. ulve, ravne, ørne og slanger; aggressive planteædere som heste og svaner. Derimod var der en påfaldende mangel på tyre, hvis man sammenligner de øvrige europæiske kulturer. Fra romersk jernalder kender vi også flere eksempler på kæmpende orner, mens mange heste er afbildet på en måde, så de kan tolkes som døde eller døende. I den meget stiliserede nordiske billedstil er ulve svære at skelne fra bjørne og hunde. I den yngre mytologi er ulven det dyr, der oftest optræder, mens bjørnen er langt mere sjælden. I vikingetiden blev mange af de nævnte dyr stadig brugt i motiver, f.eks. kæmpede nordboerne under ravnebanneret, og vi ved, at Svaner var knyttet til valkyrier, der blev også kaldt ’svanmeyja’, mens vildsvin repræsenterer regeneration, jf. svinet i Valhalla, der mætter einhejerne.. I sen vikingetid begyndte der også at dukke billeder om af påfugle, der var et kristent symbol for genopstandelse.
En række billeder er blevet sat i forbindelse med Odin, nogle brakteater kan f.eks. være fremstillinger af rituelle handlinger i forbindelse med en Odinskult, eller af Odin som shaman og magiker, der helbreder – f.eks. fremstilles heste som syge, mens en ånde udgår fra gudens mund over det. Andre typer af billeder viser et hamskifte, eller fremstillinger af Lokes monstrøse afkom; Fenris og Midgårdsormen. Atter andre: Balders død, vist i en offersammenhæng. Indskrifter med runer på billedsten referer aldrig til motiverne på stenen, kun til hvem stenen er rejst for og/eller af hvem, den er rejst; Holtsmark forklarer, at billederne således skulle tale for sig selv.

## Ritualer, billeder og statuer
Professor i norrøn filologi Anne Holtsmark mener, at figurer og billeder med stor sandsynlighed har spillet en rolle i ritualerne, men skriver samtidigt, at det er svært at kategorisere fundne genstande efter deres rituelle funktion. Visse typer, som f.eks. thorshamre mener hun dog givetvis har fungeret som amuletter, der kunne bæres af ejermanden og afværge ondt, pga. gudens beskyttelse, mens guldgubber har været votivgaver, der blev ofret på helligsteder. I flere skriftlige kilder beskrives statuer af guder i helligdomme; f.eks. omtaler den tyske klerk Adam af Bremen statuer af Thor, Odin og Frej som centrale elementer i Templet i Uppsala, ligesom han omtaler en statue af Thor, der havde været rejst på Thingvellir i Island indtil 1030, hvor den blev taget ned. Et irsk digts omtale af den sorte djævel er blevet tolket som en reference til en sortfarvet Thorfigur, der blev dyrket i Dublins nordiske koloni. Beskrivelser i Heimskringla og Flateyjarbók tyder på, at disse statuer har været mandshøje. Samme historier beretter også, hvordan statuerne blev hævet ud af helligstederne og ødelagt af kristne missionærer. Denne praksis kan være forklaringen på, at ingen af disse statuer er blevet bevaret. Generelt optræder billedlige fremstillinger af Thor oftere i kilderne end andre guder. Det fortælles at man i Norge iklædte sådanne statuer fine klæder og at man ofrede kød og brød foran dem, ligesom man spurgte guden til råds i krisesituationer gennem statuen. I Eyrrbyggja saga findes en detaljeret beskrivelse af det hov, som nybyggeren Thorolf Mostrarskegg opførte ved ankomsten til Island. Her indgår udskårne højsædestøtter som et centralt element, hvad de forestillede omtales dog ikke.
Vognene fra Osebergskibet er konstrueret på en måde, så de ikke kan have haft stor nytteværdi til transport, de f.eks. ikke i stand til at svinge, ligesom der ikke fandtes særligt mange egnede veje til vogntransport i Norge i vikingetiden. Desuden er vognene blevet rigt udsmykket med udskæringer, og de har derfor med stor sandsynlighed været benyttet i rituelle sammenhænge[kilde mangler]. Vogne i forbindelse med dyrkelsen af frugtbarhedsguder i Norden kendes både fra beskrivelser af den romerske forfatter Tacitus i begyndelsen af 2. århundrede e.v.t. og fra Gunnar Helmings saga fra 13. århundrede, samt fra andre kilder. Holtsmark foreslår på den baggrund, at vogne har været et væsentligt element i frugtbarhedskulten i hele 1. årtusind e.v.t. Oseberggraven indeholdt et komplet udstyr til en frugtbarhedskult, og det er derfor en nærliggende mulighed, at den ene af de to kvinder, der lå i graven, havde en funktion som kultleder. Den anden kvinde var sandsynligvis en træl, der var blevet ofret i forbindelse med begravelsen.